# サイト2難民キャンプ
サイト2難民キャンプ（サイトツーなんみんキャンプ、Site Two Refugee Camp, Site II, Site 2）は、タイ・カンボジア国境にあった、東南アジアで最大規模を持つ難民キャンプ